# Ian Gillan Band
Ian Gillan Band – brytyjski zespół muzyczny wykonując jazz-rock. Powstał w 1975 roku z inicjatywy wokalisty Iana Gillana, znanego z występów w zespole Deep Purple. W skład grupy weszli ponadto gitarzysta Ray Fenwick, basista John Gustafson, perkusista Mark Nauseef oraz klawiszowiec Mike Moran. W 1976 roku Morana na krótko zastąpił Micky Lee Soule. Następnie w jego miejsce został przyjęty Colin Towns. Zespół został rozwiązany w 1978 roku z dorobkiem trzech albumów studyjnych.

## Dyskografia
Albumy studyjne
| Child in Time               | - Data: lipiec 1976 - Wydawca: Island Records      | 55 | 36 |
| Clear Air Turbulence        | - Data: 15 kwietnia 1977 - Wydawca: Island Records | —  | —  |
| Scarabus                    | - Data: październik 1977 - Wydawca: Island Records | —  | —  |
| "—" album nie był notowany. |                                                    |    |    |

Albumy koncertowe
| Tytuł                     | Dane dot. albumu                          |
| ------------------------- | ----------------------------------------- |
| Live at the Budokan vol.1 | - Data: 1977 - Wydawca: Eastworld, Virgin |
| Live at the Budokan Vol.2 | - Data: 1978 - Wydawca: Eastworld, Virgin |